# Boomkoekoekshommel
De boomkoekoekshommel (Bombus norvegicus) is een vliesvleugelig insect uit de familie bijen en hommels (Apidae). De wetenschappelijke naam van de soort is voor het eerst geldig gepubliceerd in 1918 door Sparre-Schneider.